# 割子川 (北九州市)
割子川（わりこがわ）は福岡県北九州市八幡西区の地名。割子川一丁目から二丁目の町がある。住居表示実施済み。郵便番号は806-0064。

## 地理
八幡西区の中央部に位置し、北に引野、北東に別当町、東に市瀬、南に上の原、西に養福寺町と接する。

### 河川
- 二級河川 割子川

## 地域の特徴
国道200号と国道211号との交差点の南東に位置し、国道200号からは北九州高速4号線黒崎出入口に接続している。町の南側から北西方向に割子川が流れており、割子川とほぼ並走する市道は、国道200号との交点で県道11号有毛引野線に接続する。交通の要衝である。
国道や市道沿いに会社が点在しているほかは住宅地である。一丁目に八幡西警察署 市瀬交番がある。

## 歴史

### 沿革
- 1971年（昭和46年） - 大字引野の一部より割子川町新設[4]。
- 1985年（昭和60年）6月1日 - 割子川一丁目 - 二丁目新設、割子川町は消滅[5]。

### 町名の変遷
| 実施内容          | 実施年月日               | 実施後       | 実施前                         |
| ----------------- | ------------------------ | ------------ | ------------------------------ |
| 町名新設 住居表示 | 1985年（昭和60年）6月1日 | 割子川一丁目 | 大字引野，大字市瀬の各一部     |
| 町名新設 住居表示 | 1985年（昭和60年）6月1日 | 割子川二丁目 | 割子川町の全部、大字引野の一部 |

## 世帯数と人口
2025年（令和7年）3月31日現在（北九州市発表）の世帯数と人口は以下の通りである。
| 町           | 世帯数  | 人口  |
| ------------ | ------- | ----- |
| 割子川一丁目 | 58世帯  | 107人 |
| 割子川二丁目 | 342世帯 | 632人 |
| 計           | 400世帯 | 739人 |

### 人口の変遷
国勢調査による人口の推移。
| 1995年（平成7年）  | 793人 | [ 6 ]  |  |
| 2000年（平成12年） | 805人 | [ 7 ]  |  |
| 2005年（平成17年） | 776人 | [ 8 ]  |  |
| 2010年（平成22年） | 809人 | [ 9 ]  |  |
| 2015年（平成27年） | 751人 | [ 10 ] |  |
| 2020年（令和2年）  | 774人 | [ 11 ] |  |

### 世帯数の変遷
国勢調査による世帯数の推移。
| 1995年（平成7年）  | 319世帯 | [ 6 ]  |  |
| 2000年（平成12年） | 357世帯 | [ 7 ]  |  |
| 2005年（平成17年） | 313世帯 | [ 8 ]  |  |
| 2010年（平成22年） | 376世帯 | [ 9 ]  |  |
| 2015年（平成27年） | 342世帯 | [ 10 ] |  |
| 2020年（令和2年）  | 378世帯 | [ 11 ] |  |

## 学区
市立小・中学校に通う場合、学区は以下の通りとなる。
| 町           | 街区 | 小学校                 | 中学校                 |
| ------------ | ---- | ---------------------- | ---------------------- |
| 割子川一丁目 | 全域 | 北九州市立上津役小学校 | 北九州市立上津役中学校 |
| 割子川二丁目 | 全域 | 北九州市立上津役小学校 | 北九州市立上津役中学校 |

## 交通

### バス
域内のバス停と系統は以下のとおりである。
| 運行事業者 | 運行事業者         | 西鉄バス北九州 | 西鉄バス北九州 | 西鉄バス北九州 | 西鉄バス北九州 | 西鉄バス北九州 | 西鉄バス北九州 | 西鉄バス北九州 | 西鉄バス北九州 | 西鉄バス北九州 | 西鉄バス筑豊 |
| 系統       | 系統               | 40             | 41             | 50             | 53             | 75             | 76             | 143            | 150            | 快速           | 急行         |
| 停留所     | 割子川             | ○              | ○              | ○              | ○              |                | ○              | ○              |                |                |              |
| 停留所     | 引野一丁目         |                |                |                |                | ○              |                |                | ○              |                |              |
| 停留所     | 黒崎インター引野口 | ○              |                | ○              | ○              | ○              |                | ○              | ○              | ○              | ○            |

### 道路
- 北九州高速4号線 黒崎出入口
- 国道200号
- 国道211号

## 施設

### 役所・公的機関
- 八幡西警察署 市瀬交番

### 公園
- 割子川公園
- 割子川二丁目公園